# Втори дубъл
„Втори дубъл“ е телевизионна новела от 2010 г., копродукция на България и Германия, на режисьора Надежда Косева, по сценарий на Георги Господинов. Оператор е Антон Бакарски, а музиката е на Валерия Попова. Художник е Борис Нешев.

## Сюжет
В малък български град, в още незавършения им дом, Мария чака своя съпруг. Това е денят, в който той се завръща вкъщи след тежка работа в чужбина. Но той закъснява. Много закъснява. Може би твърде много....

## Актьорски състав
| Роля           | Изпълнител       |
| -------------- | ---------------- |
| Мария          | Светла Цоцоркова |
| мъжът на Мария | Стефан Щерев     |

## Награди
- Специална поощрителна награда на журито в Късометражен конкурс от Филмовия фестивал в (Сараево, Хърватия) /2011/